# El Portitxol (Palma)
El Portitxol (col·loquialment es Portitxol) és un port de la badia de Palma, situat entre el Molinar i Can Pere Antoni. Es tracta d'un port natural format per la desembocadura del torrent d'en Barberà que ha estat transformat amb la construcció i ampliació de diverses esculleres i que actualment funciona com a port esportiu. Allotja el Club Nàutic Portitxol, constituït el 1928, i és adjacent a una altra petita cala, dita el Portitxolet, que acull una petita platja d'arena.

## El Club Nàutic Portitxol
El Club Nàutic Portitxol és un club nàutic constituït l'any 1928 i establert al Portitxol del començament de la seva història. Fou fundat per un aplec d'amics i veïns del Molinar, una barriada de pescadors, que solien sortir a pescar del Portitxol. El primer president fou Gabriel Carbonell. El creixement del club es va veure frenat per mor de la Guerra i no va poder bastir la seu fins al 1951, edifici que constitueix la planta baixa de la seu actual, a la cara est del port.
La dècada dels setanta el club va créixer i va augmentar els terrenys de què disposava, tot expandint-se cap a la cara oest del port amb la construcció d'una escullera que protegeix les barques dels corrents marins. Així el club va poder bastir nous molls, va augmentar la capacitat d'amarrament i va créixer en socis. Gràcies a aquest creixement el club va obtenir els primers successos en competicions de vela lleugera.
Compta amb una escola de vela, una escola de piragüisme, una secció de pesca i un restaurant a la seu del club, entre d'altres.

## El Portitxolet
El Portitxolet (col·loquialment es Portitxolet) és una petita cala adjacent al Portitxol, separada pel promontori de la Roqueta. Té una platja d'arena de 100 m de llarg i uns 20 m d'ample, sovintejada sobretot per gent del barri i de Palma. Tot l'aparcament de l'entorn és d'ORA (zona blava), de manera que és recomanable d'arribar-hi en transport públic.

## Transport
Tant al Portitxol com al Portitxolet s'hi pot arribar amb dues línies de bus urbà, que uneix el Molinar amb el centre:
| Línia | Trajecte                     | Recorregut       | Freqüència laborables |
| ----- | ---------------------------- | ---------------- | --------------------- |
| 18    | Sindicat - Son Riera         | Vegeu recorregut | 60 minuts             |
| 35    | Plaça de la Reina - Aquàrium | Vegeu recorregut | 10 minuts             |